# Texmaker
Texmaker er en fri og open source LaTeX-editor.
| Software | Spire Denne artikel om software og programmering er en spire som bør udbygges. Du er velkommen til at hjælpe Wikipedia ved at udvide den. |